# Теотиуакан-де-Ариста
Теотиуака́н-де-Ари́ста (исп. Teotihuacán de Arista) — город и административный центр муниципалитета Теотиуакан в мексиканском штате Мехико. Численность населения, по данным переписи 2010 года, составила 23 325 человек.

## История
Своё название город получил от находящегося в нескольких километрах одноимённого древнего города ацтеков — Теотиуакана. В переводе с астекского это означает — город, где люди становятся богами.